# Mohamed Darwish
Mohamed Darwish (arabisch محمد درويش, DMG Muḥammad Darwīš; * 20. Februar 1997 in Bet Sche’an) ist ein palästinensischer Fußballspieler.

## Werdegang

### Verein
Der Mittelfeldspieler Mohamed Darwish wurde in Israel geboren, bevor er mit seiner Familie nach Deutschland zog. Seine Fußballkarriere startete er beim Neusser Verein DJK Gnadental, bevor er im Jahre 2005 in den Nachwuchsbereich von Borussia Mönchengladbach wechselte. Im Jahre 2011 folgte der Wechsel zum FC Schalke 04, bevor er sich drei Jahre später der Nachwuchsabteilung von Hannover 96 anschloss. Mit den Hannoveranern gewann er 2016 den DFB-Pokal der Junioren durch einen 4:2-Sieg über Hertha BSC. In diesem Spiel erzielte Mohamed Darwish zwei Tore.
Nach dem Ende seiner Juniorenzeit wechselte Darwish in die zweite Herrenmannschaft von Hannover 96 und spielte in der viertklassigen Regionalliga Nord. Im Sommer 2017 folgte dann der Wechsel zum SV Arminia Hannover in die Oberliga Niedersachsen, wo er zwei Jahre lang spielte. In der Saison 2019/20 spielte Mohamed Darwesh für den HSC Hannover, der gerade in die Regionalliga Nord aufgestiegen war. Am Saisonende wechselte Darwish zum kosovarischen Verein KF Trepça’89 und spielte ein Jahr lang in der dortigen erstklassigen IPKO Superliga.
Nachdem sein Vertrag auslief und nicht verlängert worden war, war Darwish vorübergehend vereinslos, bevor er sich im November 2021 dem Regionalligisten SV Atlas Delmenhorst anschloss. Für den SV Atlas spielte er sechs Mal, bevor Darwish im Januar 2022 zum palästinensischen Club Shabab Al-Khaleel weiterzog.

### Nationalmannschaft
Mohamed Darwish absolvierte im Jahre 2018 vier Länderspiele für die palästinensische U-23-Nationalmannschaft, in denen er zwei Tore erzielte. Dabei handelte es sich um Spiele im Rahmen der U-23-Asienmeisterschaft 2018. Sein erstes Spiel für die palästinensische A-Nationalmannschaft absolvierte Darwish am 15. Januar 2020 bei einem Freundschaftsspiel gegen Bangladesch.